# Polycotylus
Il policotilo (gen. Polycotylus) è un rettile marino appartenente ai plesiosauri. Visse nel Cretaceo superiore (Santoniano/Campaniano, circa 85 - 82 milioni di anni fa) e i suoi resti sono stati ritrovati in Nordamerica e in Russia. 

## Descrizione
Questo rettile marino era di medie dimensioni (non superava i 5 metri di lunghezza), e il cranio sfiorava il metro. Il corpo era robusto e dotato, come tutti i plesiosauri, di zampe trasformate in strutture simili a pinne, utilizzate per spostarsi nell'ambiente acquatico. Il collo, benché corto, era più lungo rispetto a quello di altre forme simili (come Dolichorhynchops e Trinacromerum), mentre i denti erano robusti e dotati di creste longitudinali. Le vertebre, inoltre, erano piuttosto caratteristiche e di forma profondamente concava. Le falangi erano numerose (iperfalangia) ma molto corte. Il cranio era stretto e molto allungato, e possedeva finestre temporali molto corte, ossa frontali allungate e un osso parasfenoide eccezionalmente sottile con un processo cultriforme prominente; la sinfisi mandibolare era inoltre dotata di estensioni molto lunghe degli angulari e degli spleniali.

## Classificazione
Polycotylus è stato descritto per la prima volta da Edward Drinker Cope nel 1869, nel periodo noto come "Guerra delle ossa" che vide protagonista anche Othniel Charles Marsh. Il materiale su cui si basò Cope per l'istituzione del genere, però, era frammentario (alcune vertebre), e Polycotylus è attualmente meglio conosciuto grazie a un esemplare rinvenuto da Marsh e descritto da Samuel Williston nel 1906. La specie tipo è Polycotylus latipinnis. Un'altra specie, P. sopozkoi, è stata descritta nel 2016 sulla base di fossili ritrovati nella regione di Orenburg, in Russia. Polycotylus dà il nome a un'intera famiglia di plesiosauri, i policotilidi, caratterizzati da dimensioni relativamente piccole e da alcune specializzazioni uniche (la lunghezza delle pinne, il cranio lungo e stretto, il collo corto). Si suppone che questi animali non fossero strettamente imparentati con gli altri plesiosauri a collo corto (pliosauri) ma fossero derivati da plesiosauri a collo lungo (forse simili agli elasmosauridi) e abbiano sviluppato successivamente un collo corto e una testa allungata come i pliosauri, in un fenomeno di convergenza evolutiva.
Polycotylus si differenzia da altri generi americani come Dolichorhynchops e Trinacromerum per la forma delle vertebre e per altri dettagli anatomici (alcune ossa della coda e un ilio ricurvo posteriormente). Uno scheletro proveniente dal Dakota del Sud e in precedenza attribuito a Polycotylus è stato successivamente descritto come un nuovo genere, Pahasapasaurus. 

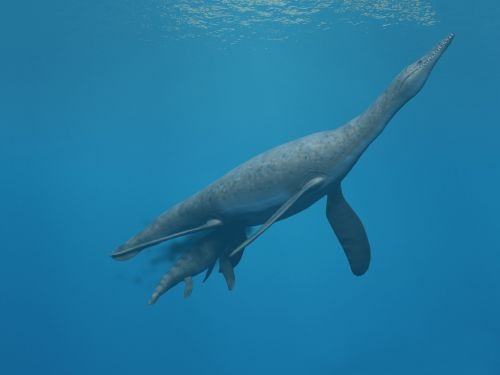
Ricostruzione di Polycotylus nell'atto di partorire un piccolo

## Paleobiologia - Possibile viviparità
Un fossile di P. latipinnis, catalogato come LACM 129639, include un individuo adulto con un singolo feto all'interno. LACM 129639 è stato trovato in Kansas negli anni '80 ed è rimasto in un magazzino del Natural History Museum of Los Angeles County fino alla sua descrizione, avvenuta nel 2011. La lunghezza del feto è di circa il 40% la lunghezza della madre. La gestazione era probabilmente completa per due terzi, sulla base di quanto si conosce dello sviluppo fetale dei notosauri (stretti parenti dei plesiosauri). Questo fossile suggerisce che Polycotylus fosse viviparo, e che desse direttamente alla luce i propri piccoli al posto di deporre uova.

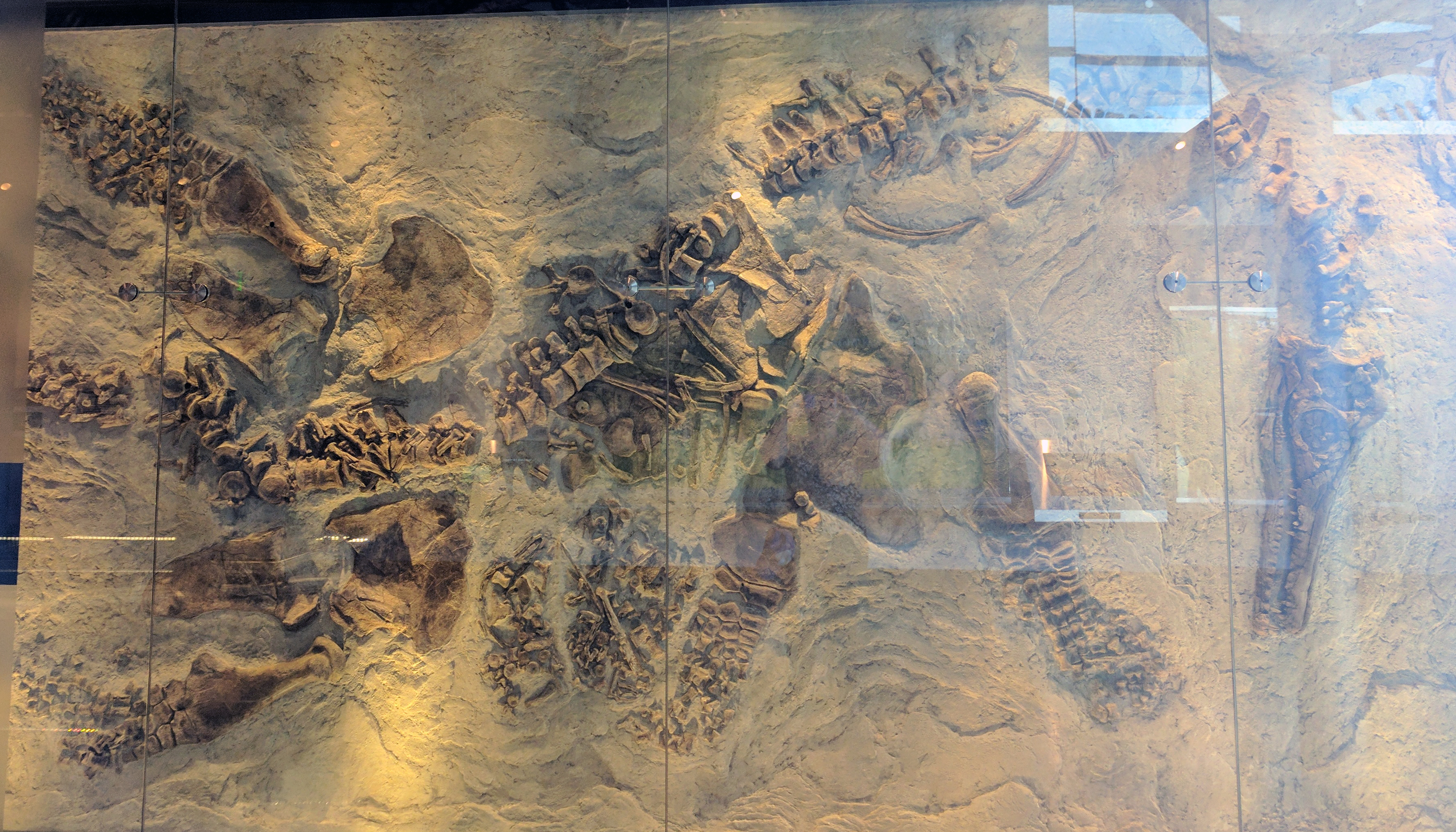
Scheletro di Polycotylus con feto

La viviparità potrebbe essere stata la forma più comune di riproduzione tra i plesiosauri, dal momento che questi animali avrebbero avuto difficoltà nel deporre uova sulla terra. I loro corpi non erano adatti a muoversi sulla terraferma, e i paleontologi hanno ipotizzato da lungo tempo che questi animali dovessero partorire in acqua. Altri rettili marini, come gli ittiosauri, erano vivipari, ma LACM 129639 è la prima prova diretta di viviparità nei plesiosauri. Le vite di Polycotylus e di altri plesiosauri seguivano la strategia r-K, secondo la quale pochi piccoli nascevano da ciascun individuo e venivano in qualche modo accuditi dai genitori fino alla maturità. Poiché dava alla luce un singolo cucciolo di grosse dimensioni, è probabile che la madre Polycotylus portasse qualche tipo di cura parentale al piccolo affinché sopravvivesse. Robin O'Keefe, uno degli autori dello studio su LACM 129639, ha suggerito che le vite sociali dei plesiosauri potessero essere maggiormente simili a quelle degli attuali delfini che a quelle di altri rettili. La strategia r-K è comune in molti mammiferi, ma è insolita tra i rettili (anche se è presente in alcune lucertole).

## Significato del nome
Il nome generico Polycotylus deriva dal greco polys ("molto") e kotyle ("coppa"), e si riferisce alle vertebre profondamente biconcave simili a una coppa. L'epiteto specifico, latipinnis, deriva dal latino e significa "pinna larga", a causa della grande robustezza della pinna, basata su fossili frammentari studiati da Cope.